# Eva Gonzalès
Eva Gonzalès (19 de abril de 1849 – 6 de maio de 1883) foi uma pintora impressionista francesa, discípula de Manet.

## Vida pessoal e carreira
Eva nasceu em Paris, em 19 de abril de 1849, filha do escritor espanhol, naturalizado francês, Emmanuel Gonzalès. Começou a ter aulas de pintura e desenho em 1865 com o pintor francês Charles Joshua Chaplin, que também foi professor de Mary Cassatt. Quatro anos depois, Eva se tornaria pupila de Édouard Manet, em fevereiro de 1869.
Tal como seu professor Manet, Eva nunca exibiu seus trabalhos com outros pintores impressionistas nas controversas exposições de Paris, mas ela é considerada membro importante do grupo devido ao seu estilo. Eva foi a única aluna formal de Manet e frequentemente modelou para diversos pintores da escola impressionista.
Enquanto estudante, os trabalhos de Eva sugerem uma maior exploração de sua identidade e individualidade de artista ao sugerir correções ao trabalho do mestre. Até 1872, ela era fortemente influenciada pelo estilo de Manet, posteriormente desenvolvendo o seu próprio. Tal personalidade pode ser vista em trabalhos como Enfant de Troupe (1870). Outros de seus quadros são retratos de sua irmã, Jeanne.
Com a eclosão da Guerra Franco-Prussiana, Eva precisou buscar refúgio em Dieppe, mas não parou de pintar. Em 1879, Eva casou-se com o artista Henri Guérard, impressor de Manet, valendo-se do marido e de sua irmã como modelos para seus quadros.

## Morte
Eva Gonzalès morreu prematuramente no parto de seu primeiro filho, Jean Raimond Guérard em 6 de maio de 1883, aos 34 anos de idade, exatamente seis dias depois da morte de seu mestre, Manet.

## Legado
Mesmo tendo tido uma vida curta e morrido precocemente, Eva produziu muito. Suas obras foram reunidas e expostas em salões pela Europa, desde 1885, que não atraíram a atenção do público e foram leiloados pela família. A dispersão de suas obras e sua morte precoce impediram que seu nome ganhasse destaque.
Em 1885, uma retrospectiva de 88 trabalhos foi realizada nos Salões de La Vie Moderne. Embora o seu trabalho tenha sido aclamado por varios críticos de arte, a exposição não atraiu multidões, e poucos dos seus quadros foram vendidos no leilão realizado logo a seguir, no Drouet Hotel em Paris.
A morte inesperada de Eva Gonzalés, e a subsequente dispersão dos seus quadros em leilão, não nos deixam conhecer todas as suas obras.
Em 2008, em Frankfurt, o Museu Schirn, inaugurou uma exposição de mulheres impressionistas, com obras de Eva Gonzalès, Berthe Morisot, Marie Bracquemond e Mary Cassatt.

## Galeria

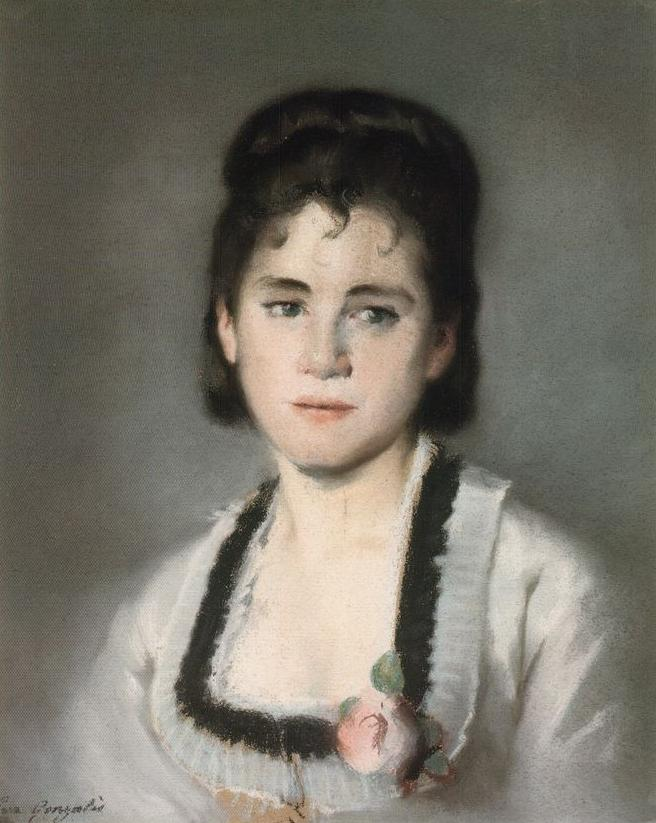
Retrato de Jeanne Gonzales, óleo sobre tela, de 1869 a 1870
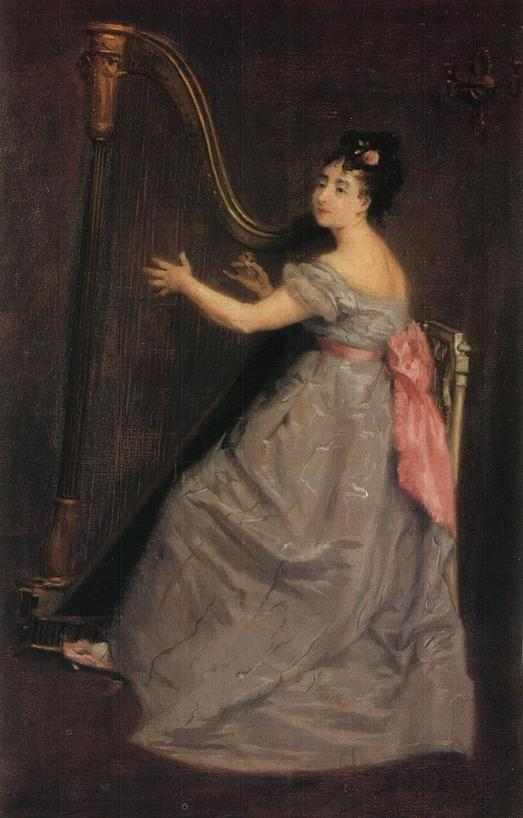
Joueuse de harpe, óleo sobre tela, cerca de 1873 a 1874
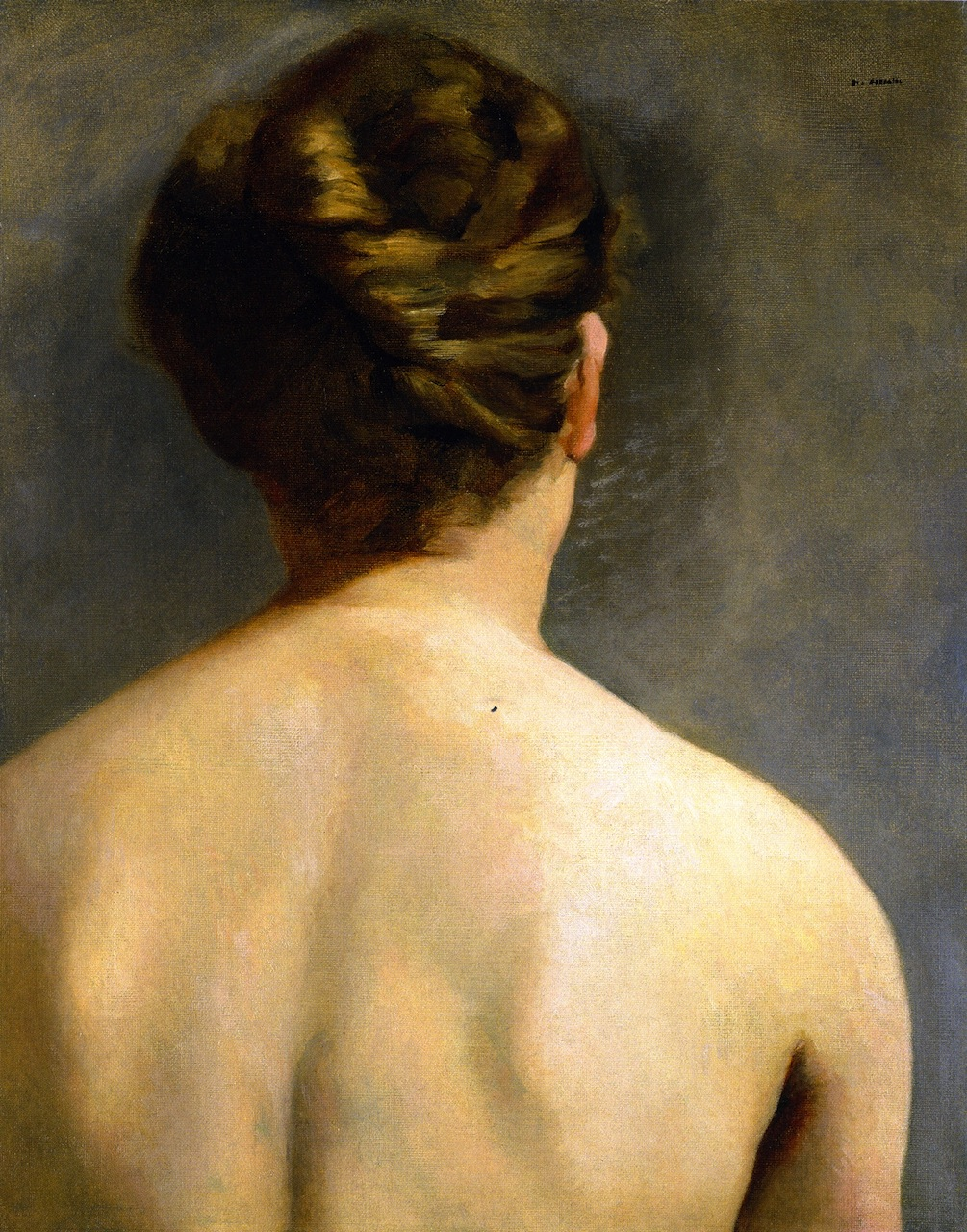
Le chignon, óleo sobre tela, cerca de 1865 a 1870
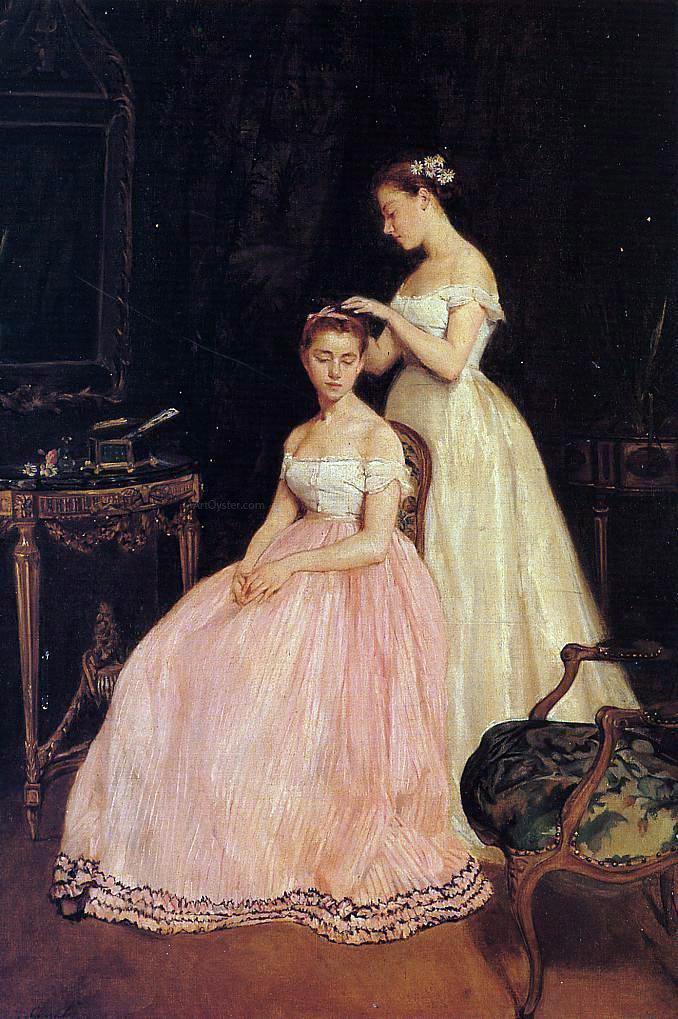
La Toilette, óleo sobre tela, 1879

- Commons
- Commons